# Casa de Maciá (familia)
La casa de Maciá es una linaje nobiliario español originario de la Corona de Aragón, concretamente de Villafranca del Panadés, en el Principado de Cataluña.

## Historia
En el siglo XVII, los Maciá eran grandes propietarios del Panadés. En 1666, Manuel de Maciá y Damiá, notario de Villafranca del Panadés, contrajo matrimonio con María Esteve y de Bartomeu, pubilla de la casa de Bartomeu y nieta del barón de Florejachs. El matrimonio tuvo seis hijos.   
Magín de Maciá y Esteve-Bartomeu, hereu y militar, contrajo matrimonio con Esperanza de Tord y Balaguer. En 1701, fue nombrado jurado primero de la Universidad de Barcelona. Tomó partido por el bando del archiduque Carlos de Austria en la Guerra de Sucesión, destacándose su participación en el sitio de Barcelona. Falleció en 1715, siendo enterrado en el panteón familiar de la capilla de San Cristóbal de la basílica de Santa María de Villafranca del Panadés.   
Los privilegios de nobleza de la casa de Maciá fueron concedidos con carácter hereditario a Magín de Maciá y Esteve-Bartomeu, el cual asistió a las Cortes convocadas por Felipe V en 1701 y por el archiduque Carlos de Austria en 1705.
El 8 de febrero de 1904, María del Pilar de Maciá y Mir, pubilla de la casa de Maciá, contrajo matrimonio en Villafranca del Panadés con Román de Saavedra y de Almenara, recayendo los bienes de la casa de Maciá en la casa de Saavedra y finalmente en la casa de Álvarez-Cuevas, al contraer matrimonio María del Carmen de Saavedra y de Maciá con Juan de Álvarez-Cuevas y Serra, en 1940.   
Como una de las familias más destacadas del municipio, los Maciá fueron los primeros en construir su propio panteón en el cementerio de Villafranca, donde actualmente reposan los restos de los miembros de la Casa de Maciá y sus descendientes.

## Propiedades

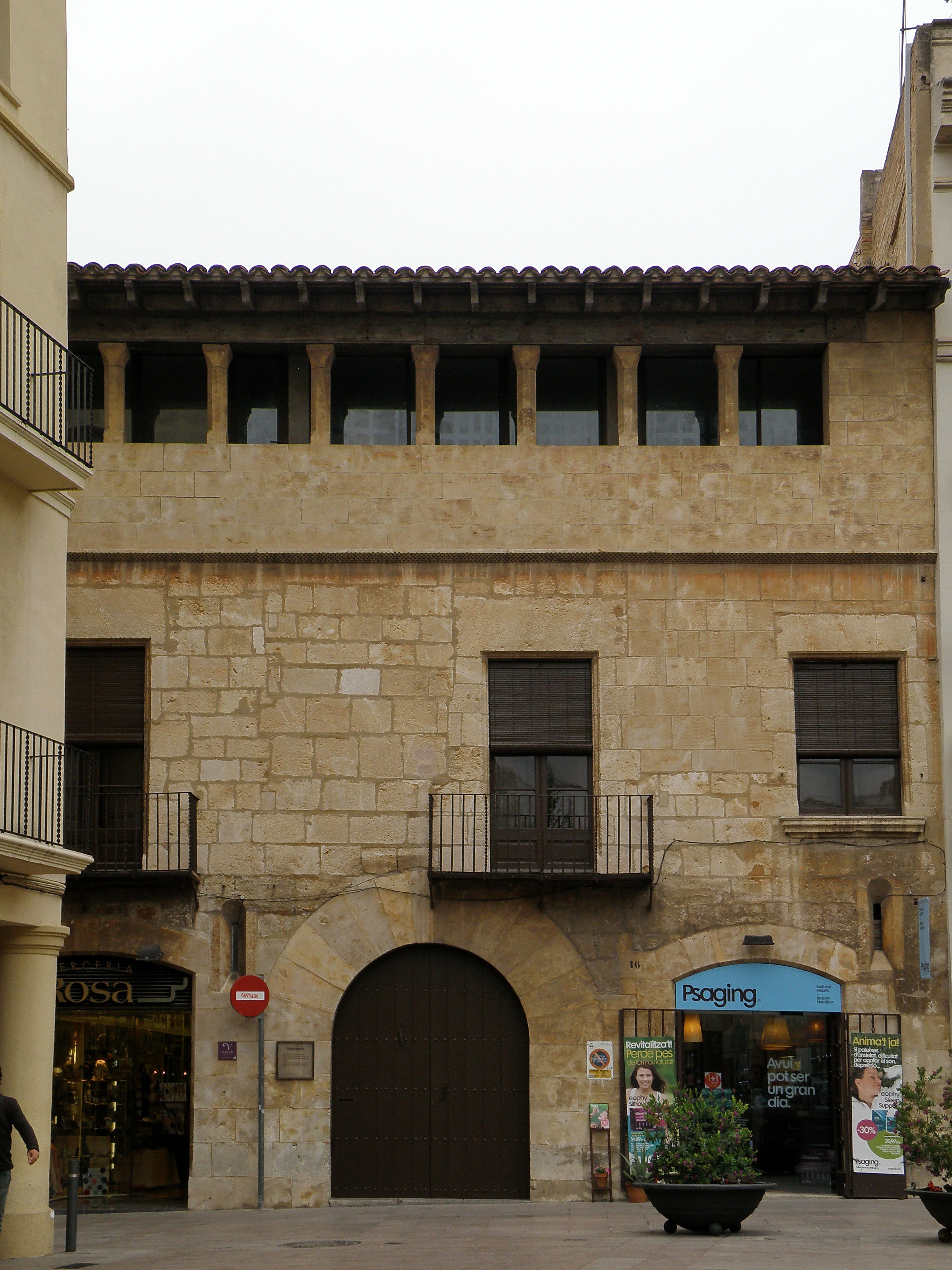
Palacio Maciá de Villafranca del Panadés, actualmente propiedad de la casa de Álvarez-Cuevas, descendientes de la casa de Maciá.

La casa de Maciá ha sido propietaria de varios edificios históricos en Cataluña:
- Palacio Maciá en Villafranca del Panadés (Barcelona).
- Molino de Rovira en Villafranca del Panadés (Barcelona).
- Castillo de Penyafel en Santa Margarita y Monjós (Barcelona).
- Casa Maciá en Santa Margarita y Monjós (Barcelona).
- Molino de Maciá en Santa Margarita y Monjós (Barcelona), actual Centro de Interpretación Histórica y Natural.
- La Masó de Selma, masía medieval, en Aiguamurcia (Tarragona).
- Torre del Mas Francás, masía fortificada en Vendrell (Tarragona), actualmente reconvertida en hotel.
- Colegio de Vendrell, actual Colegio del Sagrado Corazón, en Vendrell (Tarragona).